# 瓜生原
瓜生原（うりゅうばら）は岡山県津山市にある地名。郵便番号は708-0844。

## 地理
西に吉井川、地内を広戸川が東から西に向けて下がるように流れる。南北に広く、南は久米郡美咲町羽仁、北は国分寺、西吉田にまで至る。

### 河川
- 吉井川

## 歴史

### 沿革
- 1872年 - 瓜生原村上分、瓜生原村下分、瓜生原村小原分が合併、瓜生原村となる。
- 1889年6月1日 - 町村制施行により、勝南郡瓜生原村が同郡河辺村 、国分寺村、日上村と合併、河辺村となる。瓜生原村は大字瓜生原となる。
- 1900年4月1日 - 勝南郡が勝北郡と合併し、勝田郡となる。
- 1954年7月1日 - 河辺村が周辺の村とともに津山市に編入される。

## 世帯数と人口
2021年（令和3年）1月1日現在の世帯数と人口は以下の通りである。
| 町丁   | 世帯数  | 人口  |
| ------ | ------- | ----- |
| 瓜生原 | 254世帯 | 521人 |

## 小・中学校の学区
市立小・中学校に通う場合、学区は以下の通りとなる。
| 番地 | 小学校             | 中学校               |
| ---- | ------------------ | -------------------- |
| 全域 | 津山市立河辺小学校 | 津山市立津山東中学校 |

## 交通

### 道路
- 岡山県道477号金屋国分寺線

## 施設
- マツムラ電子工業津山工場
- ダイケン建材事業部津山工場